# 페이지 오하라
페이지 오하라(Paige O'Hara, 1956년 5월 10일 ~ )는 미국의 브로드웨이 뮤지컬 가수이자 배우이다.
오하라는 플로리다주 포트로더데일 출신으로, 본명은 돈나 페이지 헬민톨러(Donna Paige Helmintoller)이다. 그녀는 월트 디즈니 픽처스의 1991년 작품 《미녀와 야수》에서 주인공 벨의 목소리 및 노래를 맡은 것으로 유명하며, 이후 후속작 《미녀와 야수 : 마법에 걸린 크리스마스》(Beauty and the Beast: The Enchanted Christmas), 《벨과 마법의 성》(Belle's Magical World) 및 번외편들(스퀘어 에닉스/디즈니의 《킹덤 하츠》 시리즈)에 목소리 출연을 하였다.
그녀는 이전에 브로드웨이 뮤지컬 The Mystery of Edwin Drood, Les Misérables, Showboat에 출연했다. 디즈니의 2007년작 2D 애니메이션 영화 마법에 걸린 사랑(Enchanted)에서는 안젤라 역할을 맡았다.
현재 라스베가스에 거주하고 있으며, 페이지 오하라의 남편은 마이클 피온텍이다.

## 출연 작품
- 주먹왕 랄프 2: 인터넷 속으로 - 벨 역 (목소리)